# Automotodrom Grobnik
Automotodrom Grobnik  es un circuito de carreras localizado en Čavle, cerca de Rijeka, Croacia. Desde 1978 hasta 1990, albergó el Gran Premio de Yugoslavia de Motociclismo sustituyendo el Circuito de Opatija. Desde 2020 recibe a la NASCAR Whelen Euro Series.

## Mundiales de Motociclismo
| Periodo                                | Competición                                                                      | Categoría | N.º de carreras |
| -------------------------------------- | -------------------------------------------------------------------------------- | --------- | --------------- |
| 1978–1990 (13)                         | Campeonato del Mundo de Motociclismo (Gran Premio de Yugoslavia de Motociclismo) | 50cc      | 6               |
| 1978–1990 (13)                         | Campeonato del Mundo de Motociclismo (Gran Premio de Yugoslavia de Motociclismo) | 80cc      | 7               |
| 1978–1990 (13)                         | Campeonato del Mundo de Motociclismo (Gran Premio de Yugoslavia de Motociclismo) | 125cc     | 13              |
| 1978–1990 (13)                         | Campeonato del Mundo de Motociclismo (Gran Premio de Yugoslavia de Motociclismo) | 250cc     | 13              |
| 1978–1990 (13)                         | Campeonato del Mundo de Motociclismo (Gran Premio de Yugoslavia de Motociclismo) | 350cc     | 6               |
| 1978–1990 (13)                         | Campeonato del Mundo de Motociclismo (Gran Premio de Yugoslavia de Motociclismo) | 500cc     | 12              |
| 1980, 1990, 1997, 1998, 2005–2018 (18) | FIM Sidecar World Championship                                                   |           |                 |